# Крешпу, Мигел
Миге́л Кре́шпу да Си́лва (порт. Miguel Crespo da Silva; род. 11 сентября 1996, Лион) — португальский футболист, полузащитник клуба «Фенербахче», выступающий на правах аренды за клуб «Райо Вальекано».

## Клубная карьера
Крешпу — воспитанник клубов «Лушиано Соуза», «Порту», «Артур Рего», «Баррошелаш», «Фейренсе» и «Невеш». В 2015 году он дебютировал за основной состав последних. В следующем сезоне Мигел выступал за «Мерелиненсе». В 2017 году Крешпу начал выступать за дублёров клуба «Брага». В матче против «Санта-Клара» он дебютировал в Сегунда лиге. В 2019 году Крешпу подписал контракт на 3 года с «Эшторил-Прая». 11 августа в матче против дублёров «Бенфики» он дебютировал за новую команду. В 2021 году Мигел помог клубу выйти в элиту. 13 августа в матче против «Витория Гимарайнш» он дебютировал в Сангриш лиге. 
Летом 2021 года Крешпу перешёл в турецкий «Фенербахче», подписав контракт на 3 года. В матче против «Гиресунспора» он дебютировал в турецкой Суперлиге. 21 ноября в поединке против «Галатасарая» Мигел забил свой первый гол за «Фенербахче». В 2023 году Крешпу помог клубу завоевать Кубок Турции. 21 сентября в матче Лиги конференций против датского «Норшелланна» он забил гол.  

## Достижения
Клубные
 «Фенербахче»
- Обладатель Кубка Турции — 2022/2023